# Monasterio de San Millán de Suso
El monasterio de San Millán de Suso o monasterio de Suso (suso significa ‘arriba’ en castellano, aunque ya está en desuso) se halla ubicado cerca de la villa de San Millán de la Cogolla, en la comunidad autónoma de La Rioja (España), en la margen izquierda del río Cárdenas. Forma parte del conjunto monumental de dos monasterios, junto con otro construido posteriormente y que se sitúa más abajo, llamado monasterio de San Millán de Yuso, ambos declarados Patrimonio de la Humanidad.
Iniciada su construcción a finales del siglo VI, tiene su origen en un cenobio visigodo establecido alrededor del sepulcro del eremita Aemilianus (Millán) o Emiliano, fallecido en el año 574. A lo largo de los siglos siguientes y hasta el siglo XII sufre distintas ampliaciones como consecuencia del cambio de vida eremítica a la cenobítica y posterior monástica, distinguiéndose en ellas el estilo mozárabe y el románico. El monasterio sobrevivió a la invasión islámica y recibió importantes donaciones, especialmente de reyes navarros. 
Su importancia no es sólo artística y religiosa, sino también lingüística y literaria. Aquí un monje escribió las Glosas Emilianenses, los primeros textos escritos en romance ibérico y en euskera. 
Igualmente, en este monasterio desarrolló su obra el poeta Gonzalo de Berceo (s. XIII), primer autor de nombre conocido de la literatura española y uno de los mejores ejemplos del llamado mester de clerecía.
Asimismo, el monasterio destaca por su influencia  religiosa y cultural especialmente en Navarra y La Rioja.

## Patrimonio de la Humanidad
El 7 de diciembre de 1997 fue declarado Patrimonio de la Humanidad en Europa.

## Historia

### Orígenes

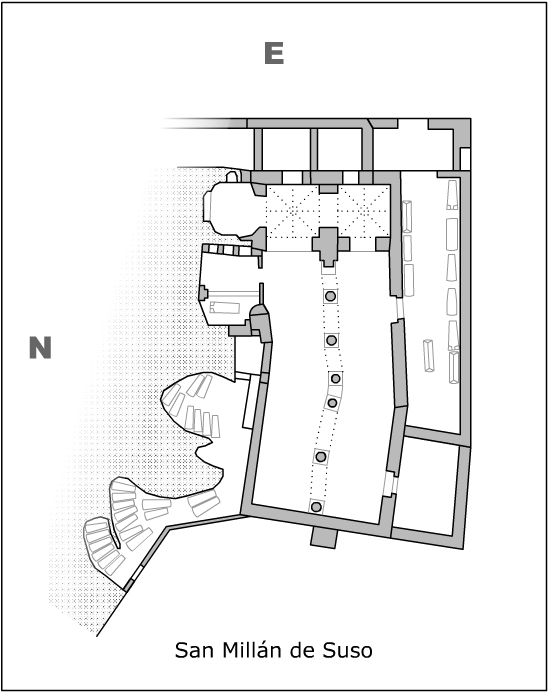
Planta.

En los primeros tiempos de la llegada de los visigodos a la Península, se retiró a este lugar apartado el anacoreta Aemilianus (Millán), hijo de un pastor y natural de Vergegium, actual Berceo. Viene aquí como ermitaño, cobijándose en una pequeña celda, muriendo a la edad de 101 años y siendo enterrado en una tumba excavada en la roca. Su vida fue escrita hacia el año 635, en latín por el obispo de Zaragoza, Braulio. Posteriormente, Gonzalo de Berceo, educado en este monasterio, tradujo esta biografía del latín a versos en lengua vulgar o romance.
El pequeño monasterio se construyó alrededor de la celda rupestre del ermitaño. En el siglo V y principios del siglo VI, se excavan cuevas aprovechando oquedades del terreno, las cuales se distribuyen en dos niveles destinadas a habitaciones, y otras dos a oratorio, donde actualmente se sitúan el cenotafio de San Millán y el osario.

### Primera etapa - Cenobio visigodo

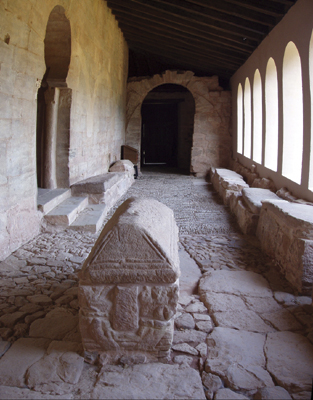
Portaliello de Gonzalo de Berceo con los sarcófagos de los siete infantes de Lara y tres reinas navarras

Entre los siglos VI y VII, el cambio de vida eremítica a cenobítica exige la construcción de un edificio para reunirse, siendo esta la primera construcción propiamente dicha.construyéndose los dos compartimentos abovedados que se sitúan a la derecha de la entrada del monasterio. De este se conservan actualmente los muros y varios de los arcos visigodos.

### Segunda etapa - Construcción mozárabe
En la primera mitad del siglo X, se construye el monasterio mozárabe partiendo del cenobio visigodo. Fue consagrado en el 954 por García Sánchez I de Pamplona, primer monarca instalado en Nájera. A esta etapa corresponde la galería de entrada y la nave principal de la iglesia, construida con bóvedas de estilo califal y arcos de herradura. De este período se conserva gran parte de la estructura.
Posteriormente en el año 1002, Almanzor incendió este monasterio, provocando la desaparición de la decoración pictórica y estucos mozárabes.

### Tercera etapa - Ampliación románica
En 1030, Sancho III el Mayor de Pamplona, con motivo de la santificación de San Millán, restaura y amplía el monasterio por el oeste. Esta ampliación consistió en la prolongación de las naves hacia los pies, añadiendo bóvedas de cañón y dos arcos más de medio punto a los existentes de herradura. Por la inclinación del terreno se cambia la situación del altar, que se orienta al este.
Por último, en los siglos XI y XII se realizan otras ampliaciones con muros y arcos de medio punto ante las primitivas cuevas del eremitorio.

## Descripción del monasterio

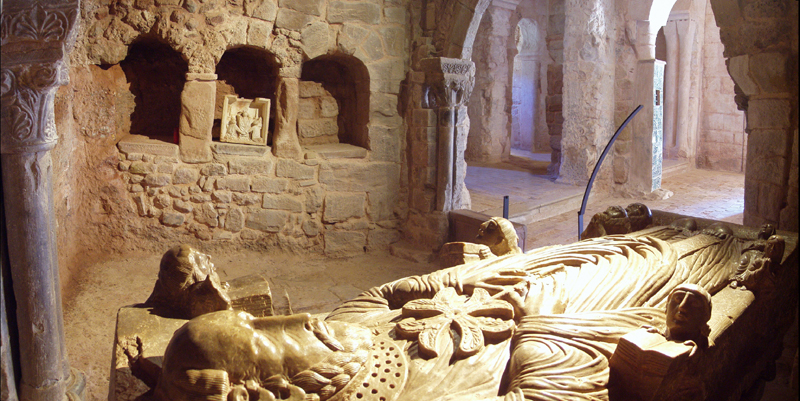
Cenotafio de San Millán,

Se accede al templo por la puerta de herradura. Antes de seguir adelante hay tres cosas importantes para contemplar:
- El aparejo del reverso de dicha puerta de entrada que conserva un núcleo de la obra visigoda, cuya puerta de herradura estaba sobrepasada en 1/3. Seguramente en la reconstrucción del siglo XI la hicieron sobrepasada en ½.
- El decorado del suelo, hecho con cantos rodados grises y ladrillos rojos que forman rosetas y esvásticas. Se conoce este suelo como «alfombra del portalejo»; es un trabajo mozárabe de principios del siglo XI y lo menciona Gonzalo de Berceo en la Vida de Santa Oria, llamándole el portaleio. Describe toda la estancia donde están las tumbas de famosos personajes que se describen a continuación.
- A la izquierda de la galería, los sarcófagos de los siete infantes de Lara, y en el medio su preceptor, Nuño. También en este atrio se encuentran las tumbas de Toda, Jimena y Elvira, reinas de Pamplona, así como de Tello González. Desde este atrio se contempla una magnífica vista del valle de Cárdenas.

Después se entra en el santuario por una puerta que tiene un rústico y arcaico arco sin extradós y sin clave, que denota un rasgo visigodo. Como soportes laterales tiene unas columnas gemelas con unos capiteles muy interesantes.
Frente a esta puerta se ven los tres santuarios que fueron excavados en la roca. La gruta más oriental es probablemente la parte más antigua y se cree que fuera la celda del santo. Se trata del cenobio visigodo, compuesto por una serie de cuevas colocadas en dos pisos unidos por un pozo donde se dice que vivió San Millán hasta su muerte en 574. Fue enterrado aquí mismo, hasta que en 1053 le trasladaron al monasterio de Yuso. En el monasterio de Suso que se está describiendo se conserva su cenotafio, en estilo románico, en donde se representa al Santo en estatua yacente. Es una obra atribuida al mismo autor de la catedral de Santo Domingo de la Calzada en La Rioja.

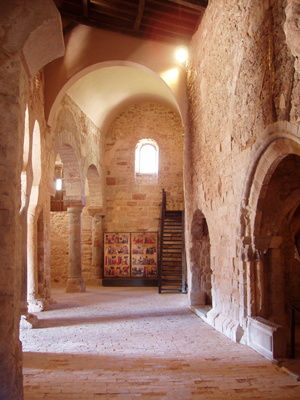
Monasterio de Suso. Interior.

Los modillones que presenta el edificio son los más lujosos de todas las series conocidas en el tradicional estilo de repoblación, similares a los de la fachada este de la Mezquita de Córdoba. Se trata de roleos a base de las clásicas esvásticas, rosetas en estrellas de 6 puntas; un apéndice triangular agregado en el centro de la cara frontal, calado y decorado con ruedas solares y triángulos curvilíneos. Puede decirse que se trata aquí de un verdadero «barroquismo» mozárabe que se da en el siglo X en La Rioja. La iglesia presenta dos naves.

## Cuevas
- La cueva del Osario contiene restos humanos encontrados en las numerosas tumbas situadas en las cuevas del interior y exterior del templo.
- La cueva del oratorio del santo. Las cuevas de Suso fueron la vivienda de san Millán durante los últimos años de su vida y en este lugar fue enterrado tras su muerte en 574. Fue santificado en el 1030 y convertido años más tarde en patrón de los reinos de Castilla y Navarra.

## Nueva cultura
La situación geográfica de este pequeño monasterio tuvo gran importancia para las relaciones con otros centros de cultura. Tenía influencias castellanas y francas además de que sus vecinos eran los monjes de Silos y Albelda; estaba bastante cerca del Camino de Santiago y poseía además un rico sustrato mozárabe y visigodo. Sumando todo esto, en San Millán pudo conseguirse una nueva y muy importante cultura monástica.

## Primeros testimonios escritos del romance peninsular

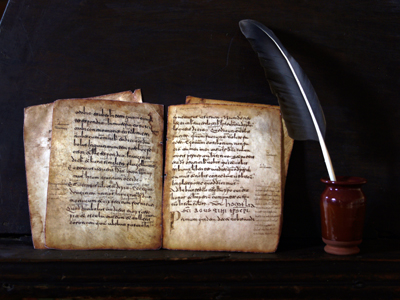
Página 72 del Códice Emilianense 60. Se aprecia la glosa en el margen derecho.

En noviembre de 1977 se celebró una gran fiesta en el monasterio de San Millán de la Cogolla para celebrar el milenario del nacimiento de la lengua castellana. Autoridades, lingüistas, académicos, todos se dieron cita en aquel lugar donde surgió el primer balbuceo escrito de dicha lengua. En la biblioteca, heredera del Escritorio de San Millán dormía durante siglos un códice latino, Aemilianensis 60, en cuyos márgenes un amanuense había escrito unos apuntes (glosas) en lengua romance, en vasco y en un latín que hoy podríamos llamar «macarrónico». Ejemplo de una glosa:

...con o ajutorio de nuestro dueno Christo dueno Salbatore qual dueno yet ena honore e qual duenno tienet ela mantatjione con o Patre con o Spiritu Sancto en os sieculos de los sieculos
Traducción de: adiubante Domino nostro Iesu Christo cui est .../...

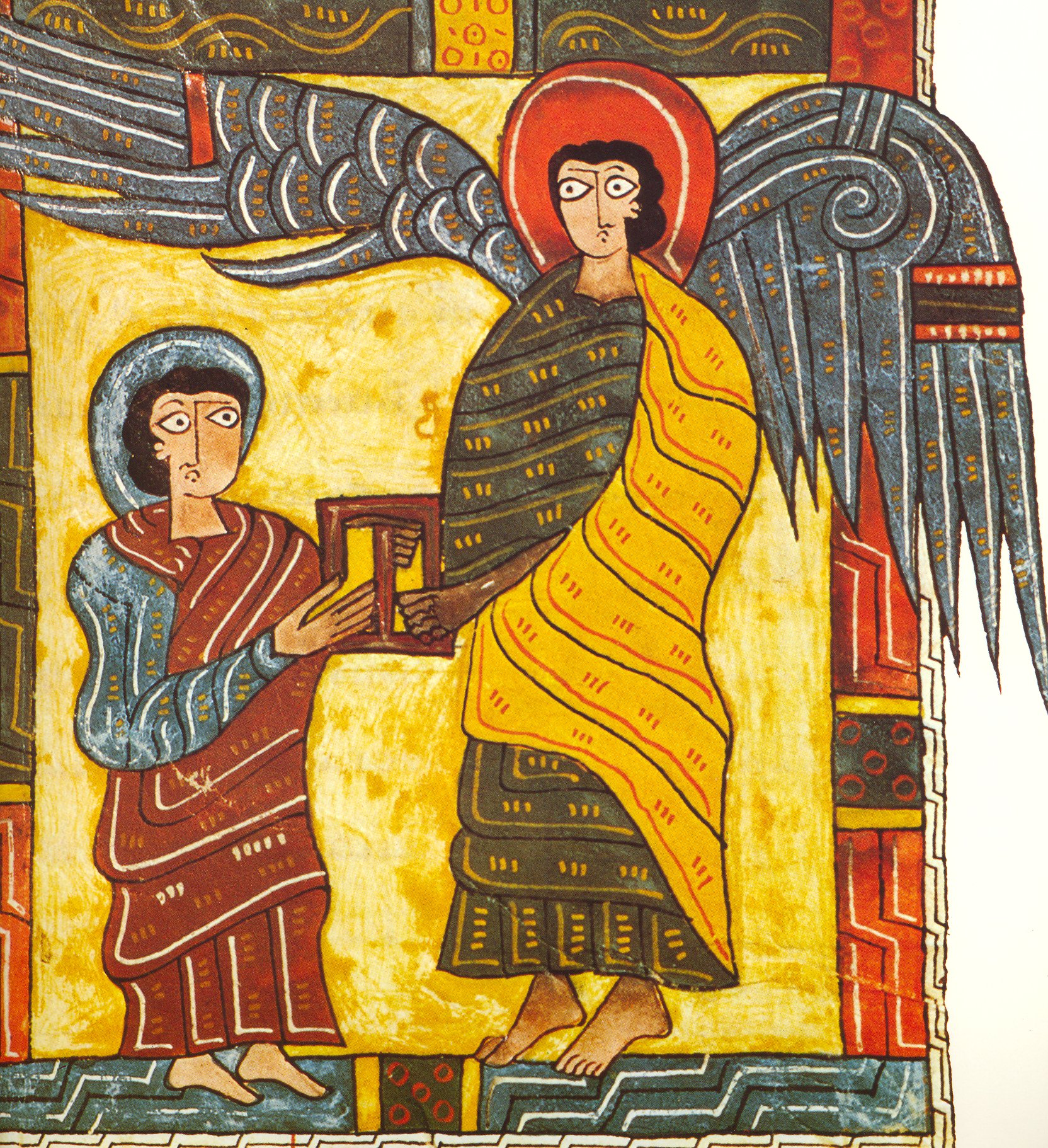
Manuscrito conservado en El Escorial procedente del scriptorium de Suso

Esto sucedía en el siglo X, aunque investigaciones recientes aseguran que tal vez fuera ya entrado el siglo XI. Este códice 60, que actualmente se guarda en la Real Academia de la Historia, es el que contiene las llamadas Glosas Emilianenses. Dado que dos de estas glosas están escritas en vasco, puede decirse también que en el monasterio de San Millán tuvo lugar el nacimiento de la lengua vasca escrita. En este códice, junto con multitud de glosas, aparece en su folio 72r el primer texto completo del idioma español, puesto que en él se reflejan todos los niveles lingüísticos. Es una oración a la Trinidad, por lo que su carácter sagrado eleva también la dignidad de ese nuevo idioma, que se considera maduro para poder expresar materia religiosa.
No obstante, los investigadores riojanos Claudio y Javier García Turza han realizado estudios sobre el códice 46, también encontrado en la biblioteca de Yuso, que aparece fechado, 13 de junio de 964, y que constituye otro de los testimonios escritos más antiguos por escrito de una lengua romance que algunos autores clasifican como castellano y otros como navarro-aragonés. 
Por lo demás, el códice 46 es un diccionario enciclopédico con más de 20 000 entradas ordenadas de la A a la Z, en el que las voces romances forman parte no solo de las anotaciones al margen, sino también de la parte del texto escrito en latín muy contaminado por el habla popular. Este manuscrito recoge el saber popular y aclara numerosas lagunas sobre la Alta Edad Media.

## Restauraciones
En varias ocasiones se han desarrollado proyectos de consolidación del monasterio debido a la inestabilidad estructural que presenta y del territorio en el que se asienta que amenazan a su integridad. De esta manera se está realizando una que ha comenzado en 2024.